# Paspalidium criniforme
Paspalidium criniforme là một loài thực vật có hoa trong họ Hòa thảo. Loài này được S.T.Blake mô tả khoa học đầu tiên năm 1952.